# Popovičky
Popovičky (en allemand : Klein Popowitz) est une commune du district de Prague-Est, dans la région de Bohême-Centrale, en République tchèque. Sa population s'élevait à 415 habitants en 2020.

## Géographie
Popovičky se trouve à 5 km au sud-ouest de Říčany, à 6 km à l'est-sud-est de Jesenice et à 19 km au sud-est du centre de Prague.
La commune est limitée par Modletice au nord, par Říčany et Strančice à l'est, par Petříkov au sud, et par Křížkový Újezdec, Radějovice et Herink à l'ouest.

## Histoire
La première mention écrite de la localité date de 1352.

## Administration
La commune se compose de trois quartiers :
- Chomutovice
- Nebřenice
- Popovičky

## Transports
Par la route, Popovičky se trouve à 7 km de Říčany, à 7,5 km de Jesenice et à 25 km du centre de Prague.